# 斯維特洛多林西克 (薩拉塔區)
46°5′30″N 29°35′17″E / 46.09167°N 29.58806°E
斯維特洛多林斯凱（烏克蘭語：Світлодолинське）是位於烏克蘭西南部的村莊，由敖德萨州裡比爾霍羅德-德涅斯特羅夫斯基區的薩拉塔市鎮負責管轄。該村始建於1835年，面積1.72平方公里，2001年人口1,034，人口密度每平方公里601.16人。